# Горем (Канзас)
Горем (англ. Gorham) — місто (англ. city) в США, в окрузі Расселл штату Канзас. Населення — 376 осіб (2020).

## Географія
Горем розташований за координатами 38°52′50″ пн. ш. 99°1′25″ зх. д. / 38.88056° пн. ш. 99.02361° зх. д. (38.880691, -99.023603).  За даними Бюро перепису населення США в 2010 році місто мало площу 0,62 км², уся площа — суходіл.

## Демографія
Згідно з переписом 2010 року, у місті мешкали 334 особи в 150 домогосподарствах у складі 98 родин. Густота населення становила 536 осіб/км².  Було 171 помешкання (274/км²).
Расовий склад населення:
| - 98,8 % — білих - 0,3 % — корінних американців |

До двох чи більше рас належало 0,9 %. Частка іспаномовних становила 0,3 % від усіх жителів.
За віковим діапазоном населення розподілялося таким чином: 23,4 % — особи молодші 18 років, 60,7 % — особи у віці 18—64 років, 15,9 % — особи у віці 65 років та старші. Медіана віку мешканця становила 37,3 року. На 100 осіб жіночої статі у місті припадало 93,1 чоловіків;  на 100 жінок у віці від 18 років та старших — 93,9 чоловіків також старших 18 років.
Середній дохід на одне домашнє господарство  становив 49 909 доларів США (медіана — 39 583), а середній дохід на одну сім'ю — 63 659 доларів (медіана — 56 250). За межею бідності перебувало 12,5 % осіб, у тому числі 12,6 % дітей у віці до 18 років та 1,8 % осіб у віці 65 років та старших.
Цивільне працевлаштоване населення становило 193 особи. Основні галузі зайнятості: будівництво — 28,5 %, освіта, охорона здоров'я та соціальна допомога — 18,7 %, сільське господарство, лісництво, риболовля — 13,5 %, транспорт — 9,8 %.